# إيليزا نيوكيرك روجرز
إيليزا نيوكيرك روجرز (بالإنجليزية: Eliza Newkirk Rogers)‏ هي مهندسة معمارية أمريكية، ولدت في 1877 في Wyncote, Pennsylvania ‏ في الولايات المتحدة، وتوفيت في 1966.